# Халхин-Гол
Халхи́н-Гол (монг. Халхын Гол — «река Халха», кит. 哈拉哈河) — река в Монголии и КНР.
Длина реки составляет около 233 км, площадь бассейна — около 17 тыс. км². Среднегодовой расход воды — около 25 м³/с. Ширина — до 70 м, в среднем — 25—30 м, глубина 0,5 — 3,5 м, скорость течения — 1 м/с. Питание в основном дождевое (в меньшей степени снеговое), а половодье — летнее. С октября — ноября до середины — конца апреля река замерзает.

Бассейн Амура

Халхин-Гол берёт начало на западных склонах Большого Хингана, где образует узкую долину, затем течёт по равнине. Русло реки извилистое, разветвлённое. Берега крутые, высотой 1—3 м, вблизи устья низкие, заболоченные, заросшие тростником и кустарником. Устье реки делится на два рукава: левый впадает в озеро Буйр-Нуур, правый — в реку Орчун-Гол, соединяющую озёра Буйр-Нур и Далайнор.
Река известна боями Красной Армии и монгольских войск против Маньчжоу-Го и Японии в апреле — сентябре 1939 года.